# Poradz (przystanek kolejowy)
Poradz – nieczynny przystanek kolejowy w Poradzu, w powiecie łobeskim, w województwie zachodniopomorskim, w Polsce.